# ژان لوبشتاین

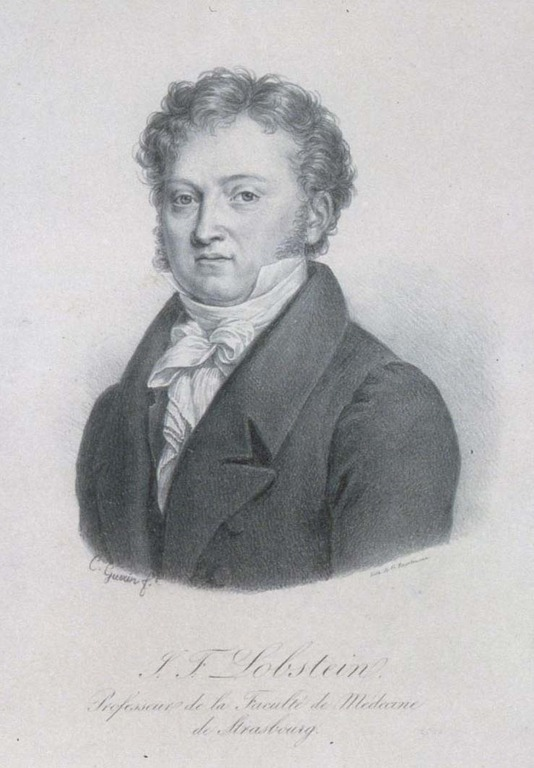
ژان لوبشتاین (۱۸۳۵-۱۷۷۷)

ژان ژورژس چرتین فردریک مارتین لوبشتاین به فرانسوی Jean Georges Chrétien Frédéric Martin Lobstein (املای آلمانی: Johann Friedrich Georg Christian Martin Lobstein ) (۸ مه ۱۷۷۷ - ۷ مارس ۱۸۳۵) آسیب‌شناس و جراح فرانسوی، آلمانی الاصل و اهل گیسن بود. او برادرزاده جراح مشهور یوهان فردریش لوبشتاین (۱۷۸۴-۱۷۳۶) بود.
در سال ۱۸۰۳ دکترای خود را در دانشگاه استراسبورگ به دست آورد و متعاقباً به عنوان دادستان تشریح و همچنین دستیار رئیس متخصص زنان و زایمان در بیمارستان شهری (استراسبورگ) مشغول به کار شد. در سال ۱۸۰۵ او به استادی در École d'obstétrique du Rhin inférieur (مدرسه زنان و زایمان در راین پایین) رسید و در نهایت به مدت ۳۰ سال در آنجا فعالیت کرد. در سال ۱۸۱۹ به مقام استادی در آناتومی پاتولوژیک دست یافت.
ژان لوبشتاین به خاطر مشارکت هایش در زمینه آناتومی پاتولوژیک به یاد می آید. او اصطلاح "پوکی استخوان" را ابداع کرد.  او همچنین اختلالی را توصیف کرد که امروزه به نام استخوان‌سازی ناکامل نوع ۱ (osteogenesis imperfecta type I) شناخته می شود که گاهی اوقات به آن "بیماری Lobstein" می گویند. این بیماری یک اختلال ارثی و عمومی بافت همبند است که با شکنندگی استخوان و صلبیه آبی مایل به خاکستری چشم مشخص می شود. در سال ۱۸۱۳ او یک موزه آسیب شناسی تاثیرگذار در استراسبورگ تأسیس کرد، مجموعه ای که تا سال‌های پس از جنگ فرانسه و پروس دست نخورده باقی ماند، زمانی که آثار باستانی آن پراکنده یا گم شدند.
بهترین نوشته‌ی لوبشتاین یک کار چهار جلدی ناتمام با عنوان " Traité d' anatomie Patologique " (مرجع آناتومی پاتولوژیک) بود که بر اساس تجربیات شخصی او به عنوان یک آسیب شناس بود. او در جلد دوم آن کلمه "تصلب شرایین" را در بخشی در مورد بیماری شریانی ابداع کرد.    او علاوه بر کار در پزشکی، باستان شناس ، مورخ و سکه‌شناس مشتاقی بود.

## نام‌گذاری‌ها
- گانگلیون لوبشتاین: همچنین به عنوان گانگلیون اسپلانکنیک سینه‌ای شناخته می شود. مجموعه کوچکی از اجسام عصبی روی عصب اسپلانکنیک قفسه سینه بزرگتر.